# Брагинско-Лоевская седловина
Брагинско-Лоевская седловина— седловина, отделяющая Припятский прогиб от Днепровско-Донецкого прогиба, находится на крайнем северо-западе Днепровско-Донецкой впадины.

## География
Образована Брагинским погребенным выступом и Лоевской седловиной. В пределах Брагинского погребенного выступа (протяжённость 45 — 50 км) фундамент опускается с юга на север до глубины — 300-1500 м. Эта структура ограничена разломами с амплитудой до 3 км. Разрывные нарушения ограничивают и Лоевскую седловину, которая продолжается на 50 — 60 км при ширине 30-40 км. В её осевой части поверхность кристаллического фундамента находится на глубине — 1500 м.
Тектоническая структура представляет собой выступ докембрийского фундамента со сводчатыми поднятиями и рифтовыми приразломовыми выступлениями. Глубина залегания докембрийских пород до 1,5 км. В наиболее приподнятой части седловины девонские, каменноугольные и другие отложения имеют неполный разрез. Меловые, палеогеновые и другие толщи характеризуются фациальным замещением.